# Golfe de Riga
Le golfe de Riga ou golfe de Livonie est un golfe européen de l’est de la mer Baltique qui borde le Sud-Ouest  de l’Estonie et le Nord-Ouest de la Lettonie. Le continent et l' île estonienne de Saaremaa définissent l'entrée ouest du golfe avec le détroit d'Irbe. Cette même île et Hiiumaa marquent l’entrée nord-ouest avec le détroit de Soela (Archipel de Moonsund). Le détroit de Hari joint au nord le Väinameri à la mer Baltique. Le golfe comprend également les petites îles de Kihnu et de Ruhnu Saar.
Le golfe de Riga est long, du nord au sud, de 145 km et sa largeur varie de 72 km à 130 km. Le fleuve Daugava se jette par son embouchure au sud, à Riga. Le fleuve Pärnu se jette lui au nord du golfe à Pärnu. Sa géographie particulière qui ne permet pas un grand brassage de l’eau, provoque un taux de pollution plus élevé que dans la mer Baltique.

## Limites
L'Organisation hydrographique internationale détermine les limites du golfe de Riga de la façon suivante :
- Au nord-ouest : une ligne partant du cap Ovīšrags (Lyser Ort) (57° 34′ 24″ N, 21° 43′ 00″ E), en Lettonie, à l'extrémité sud de l'île de Saaremaa, à travers cette île jusqu'à Pammana Nina (58° 38′ 30″ N, 22° 32′ 33″ E), de là jusqu'à la pointe d'Emmaste, l'extrémité sud de l'île d'Hiiumaa, puis à travers Hiiumaa jusqu'à la pointe de Takhuna (Takhuna Nina), l'extrémité nord de cette île, et à Põõsaspea Neem (Spithamn Point), en Estonie.

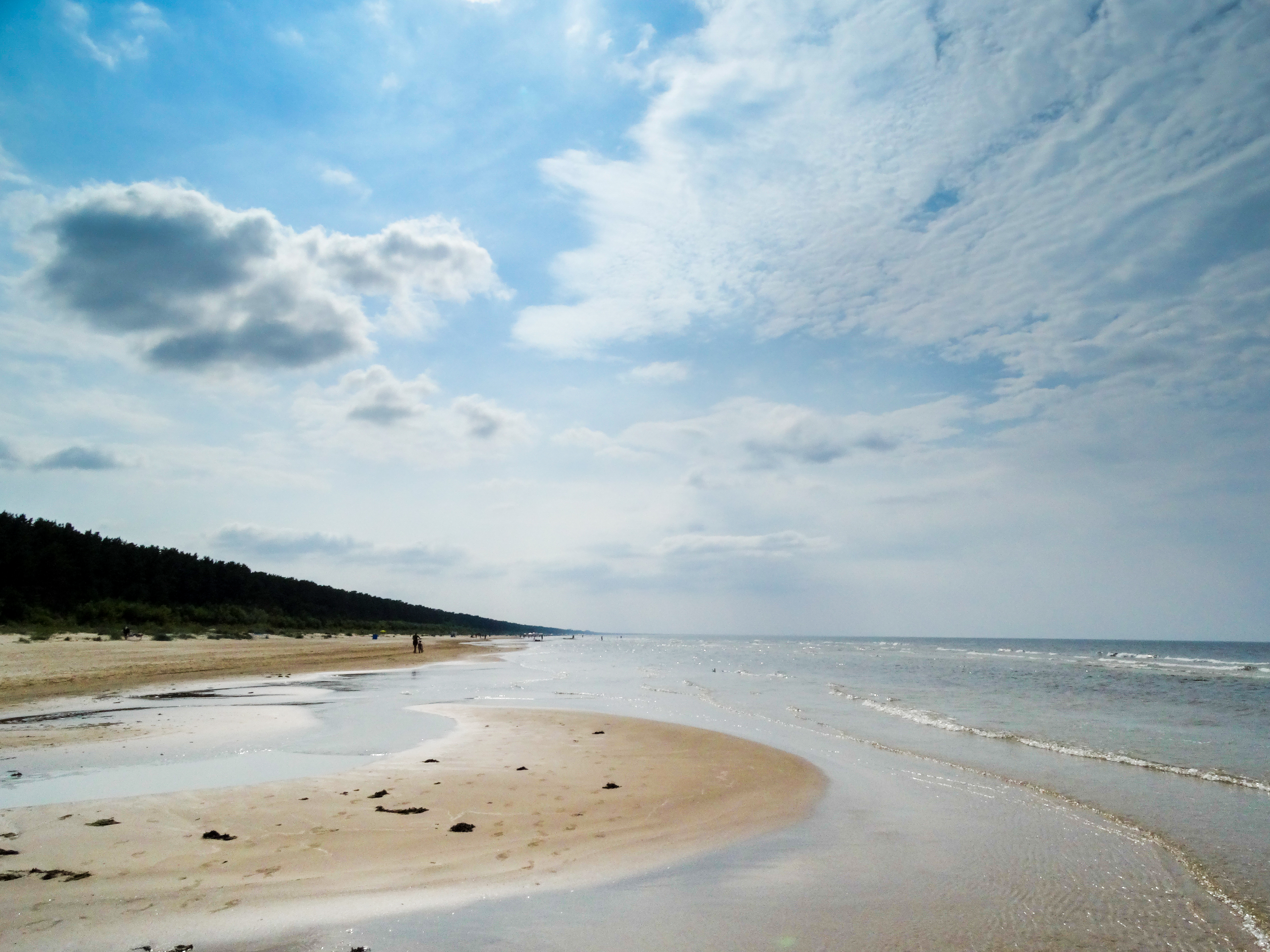
Une plage du golfe.
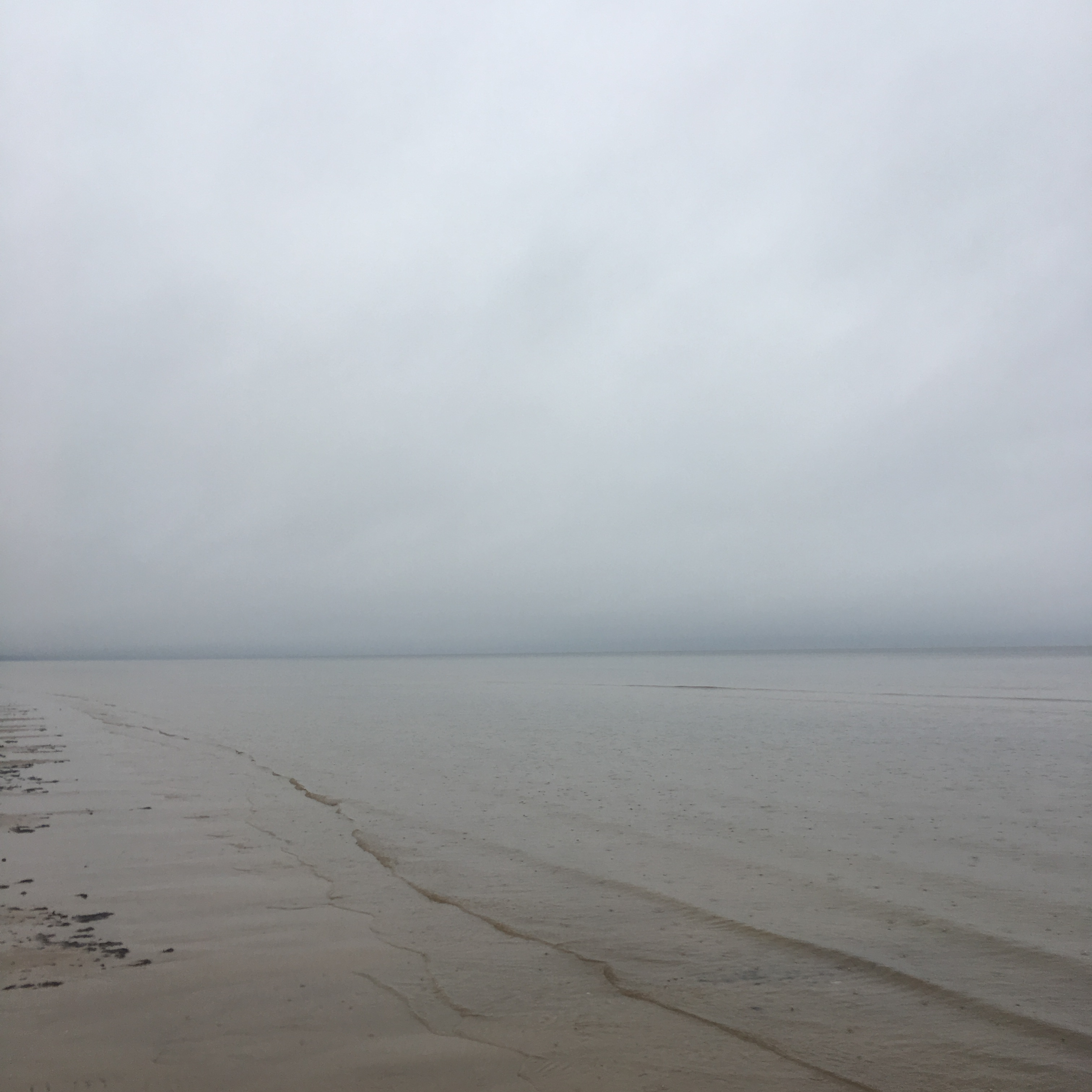
Le golfe de Riga vu de Jūrmala (Lettonie) ; janvier 2018.

## Villes bordant le golfe
- Riga (Lettonie)
- Jūrmala (Lettonie)
- Pärnu (Estonie) avec, à proximité, la réserve naturelle Kabli
- Kuressaare (Estonie)

## Salinité

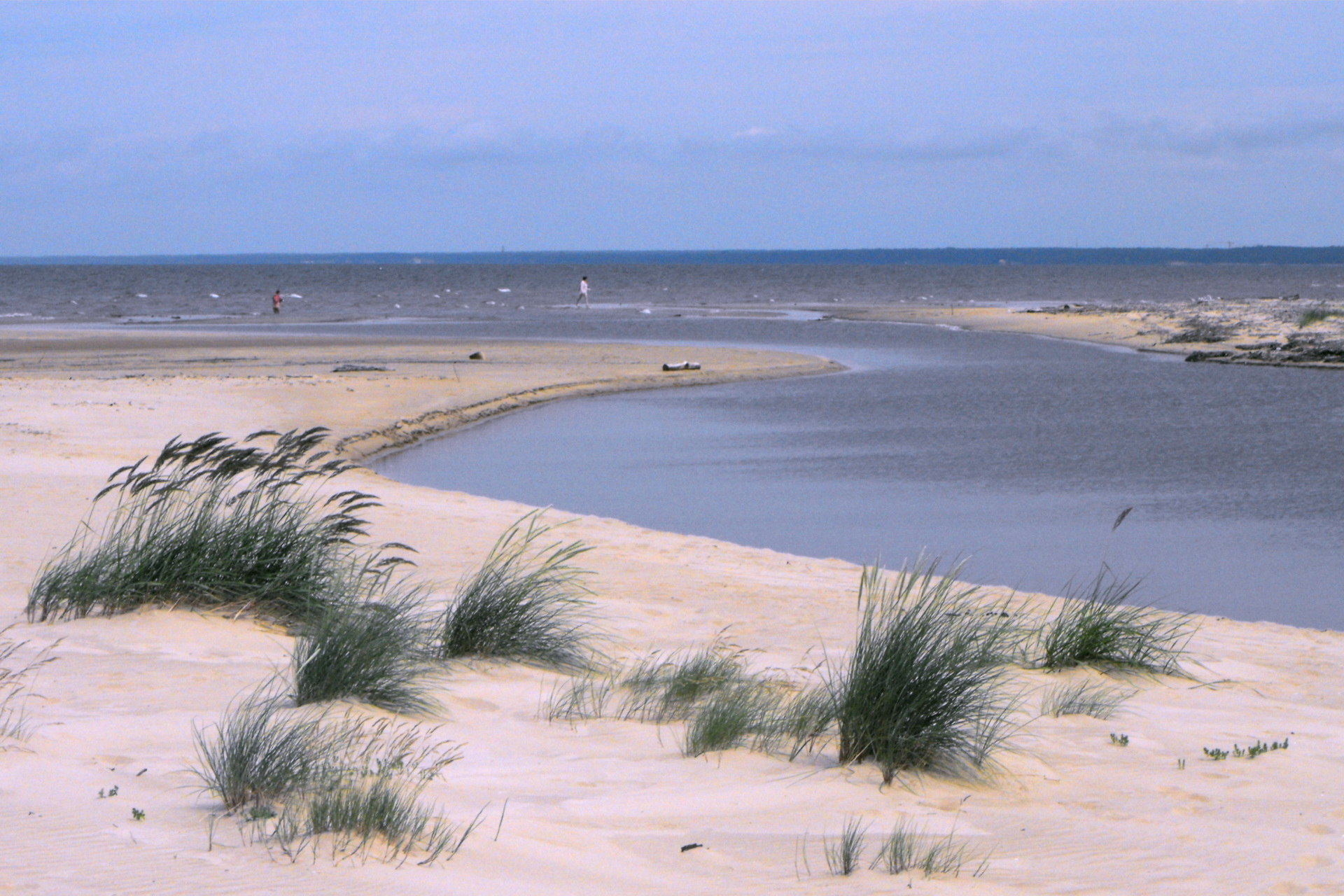
Lilaste entrant dans le golfe de Riga.

Le ruissellement d'eau douce qui pénètre dans la mer Baltique représente deux pour cent de son volume. Son lien étroit avec la mer du Nord signifie que l'eau reste dans la mer Baltique pendant 30 ans en moyenne. Ces deux caractéristiques font de la mer Baltique l'une des plus grandes masses d'eau saumâtre du monde. Le golfe de Riga a une concentration en sel moyenne pour la mer Baltique, de l'ordre de six à dix parties pour mille. La concentration en sel de l'eau douce est de 0,5 pour mille et celle de l'eau de mer d'environ 30 pour mille .

## En hiver
En hiver, il arrive que la majeure partie de la baie gèle, voire sa totalité. Cela est dû à la faible salinité et à l'effet calmant de la fermeture partielle de l'entrée du golfe. Pendant l'hiver, de nombreuses personnes marchent sur la baie. La glace la plus épaisse jamais enregistrée a été de 90 centimètres au cours de l'hiver 1941-42. La pêche dans les trous de glace a été une source traditionnelle de nourriture hivernale et reste une activité courante. La glace fond généralement entre mars et avril. Fin mars 2013, lorsque la glace a commencé à fondre, 200 personnes ont dû être sauvées de la banquise.

## Sources
- « Riga, golfe de ». Microsoft® Encarta® 2006 [DVD]. Microsoft Corporation, 2005.